# Grodno (województwo zachodniopomorskie)
Grodno (niem. Jordansee; pocz. pol. Jaromierz; do 2010 Jaromin) – osada w północno-zachodniej Polsce, położona na wyspie Wolin, w województwie zachodniopomorskim, w powiecie kamieńskim, w gminie Międzyzdroje, 6 km na północny wschód od Międzyzdrojów, 3 km na zachód od Wisełki.

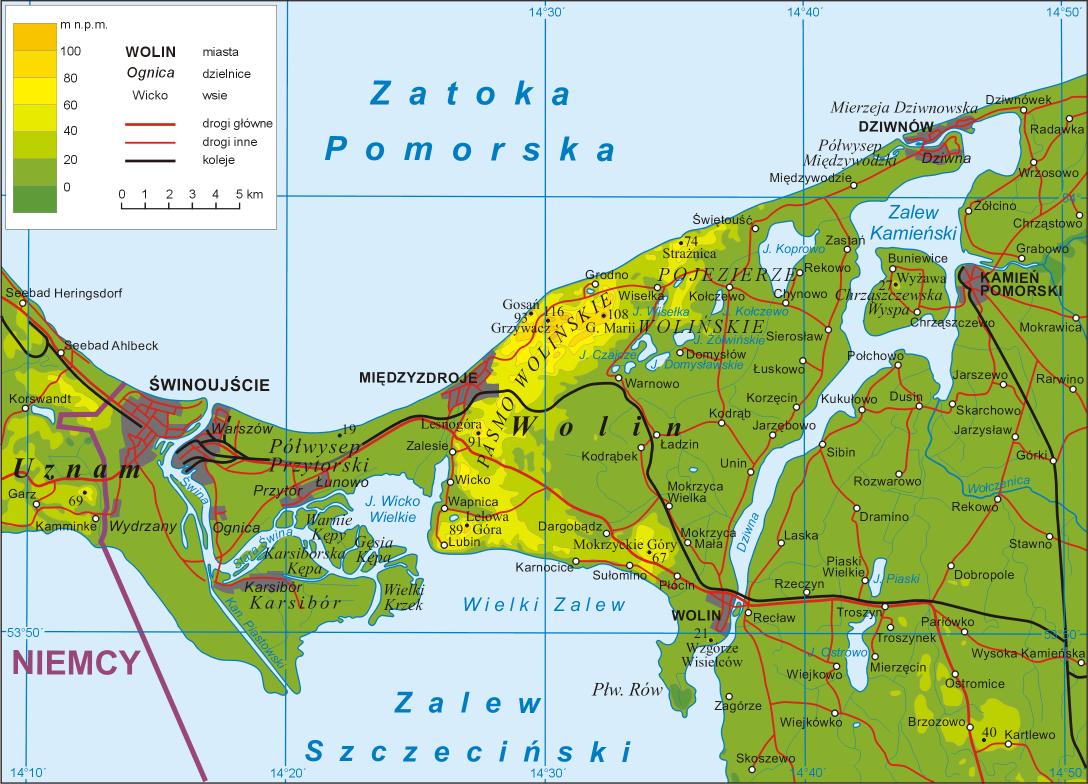
Mapa wyspy Wolina z zaznaczonym Grodnem

Miejscowość położona jest nad Zatoką Pomorską, na wyspie Wolin, na Pasmie Wolińskim, nad jeziorem Gardno. Na północy Grodna znajduje się obniżona krawędź nadmorskiego klifu i zejście na plażę, na zachodzie obszar ochrony ścisłej im. prof. Zygmunta Czubińskiego, od południa droga wojewódzka nr 102.
Na obszarze miejscowości znajduje się Kompleks Edukacyjny „Grodno” należący do Wolińskiego Parku Narodowego.

## Historia
W 1947 r. wprowadzono urzędowo nazwę Jaromin, zastępując poprzednią niemiecką nazwę miejscowości Jordansee.
Po II wojnie światowej wieś Jaromin (Jaromierz) wszedł w skład gromady Wisełka w gminie Kołczewo w powiecie wolińskim w województwie szczecińskim. Wraz z reformą administracyjną znoszącą gminy, Kołczewo (jako część Wisełki) włączono do nowo utworzonej gromady Kołczewo. 1 stycznia 1973 Jaromin włączono do miasta Świnoujścia. Była to najdalej na wschód wysunięta część Świnoujścia, położona ok. 23 km od centrum miasta. Po wydzieleniu się gminy Międzyzdroje w 1984 roku znalazła się formalnie w tej gminie, jednak nie określono poprawnie nowego rodzaju miejscowości – osada figurowała nadal w urzędowych wykazach jako "część miasta Świnoujście" (np. jako część Świnoujścia znajdująca się w gminie Świnoujście figurowała w rejestrze TERYT).
1 stycznia 2011 r. poprawiono status i nazwę miejscowości z Jaromin (część miasta Świnoujścia) na Grodno (osada w gminie Międzyzdroje).
Ośrodki wczasowe „Grodno I” i „Grodno II” należące do Kancelarii Prezesa Rady Ministrów zostały przekazane 10 lutego 2009 r. Dyrekcji Wolińskiego Parku Narodowego. Już wcześniej część ośrodka z jednym budynkiem była wynajmowana Wolińskiemu Parkowi Narodowemu z przeznaczeniem na bazę dla turystów-przyrodników.